# MTV Unplugged / Live
MTV Unplugged / Live è un DVD della musicista islandese Björk, pubblicato nel 2002.

## Tracce
MTV Unplugged
1. Human Behaviour – 4:08
2. One Day – 5:56
3. Come to Me – 3:45
4. Big Time Sensuality – 5:07
5. Aeroplane – 4:13
6. Like Someone in Love – 3:58
7. Crying – 4:01
8. Anchor Song – 3:25
9. Violently Happy – 5:49

MTV Live
1. You've Been Flirting Again – 2:58
2. Isobel – 5:59
3. Human Behaviour – 3:53
4. Bachelorette – 2:32
5. Jóga – 5:45
6. Pluto – 9:37